# 피지꽃박쥐
피지꽃박쥐 또는 긴꼬리과일박쥐(Notopteris macdonaldi)는 긴꼬리과일박쥐속에 속하는 큰박쥐류 박쥐의 일종이다. 피지와 바누아투에서 발견된다. 동굴에 큰 무리를 지어 생활하며, 저지대와 산지 서식지에서 먹이를 구한다. 동굴 서식지의 개발 그리고 사냥과 동굴 관광 등 때문에 서식지가 교란되어 멸종 위협을 받고 있다.